# Geuda Springs, Kansas
Geuda Springs là một thành phố thuộc quận Sumner, tiểu bang Kansas, Hoa Kỳ. Năm 2010, dân số của xã này là 185 người.

## Dân số
Dân số các năm:
- Năm 2000: 212 người
- Năm 2010: 185 người